# Elisabeth Brandner
Elisabeth Brandner (ur. 12 kwietnia 1977 w Gabenstadt) – niemiecka narciarka alpejska, dwukrotna medalistka mistrzostw świata juniorów.

## Kariera
Pierwszy raz na arenie międzynarodowej Elisabeth Brandner pojawiła się 3 grudnia 1994 roku w Saas Fee, gdzie w zawodach FIS Race w gigancie zajęła 21. miejsce. W 1995 roku wystartowała na mistrzostwach świata juniorów w Voss, gdzie zdobyła brązowy medal w zjeździe. W zawodach tych wyprzedziły ją jedynie Sylviane Berthod ze Szwajcarii oraz Norweżka Cecilie Larsen. Podczas rozgrywanych rok później mistrzostw świata juniorów w Schwyz wywalczyła kolejny brązowy medal, tym razem w supergigancie. Najlepsza ponownie była Berthod, a srebrny medal zdobyła Katarina Breznik ze Słowenii.
W zawodach Pucharu Świata zadebiutowała 30 listopada 1996 roku w Lake Louise, gdzie zajęła 29. miejsce w zjeździe. Tym samym już w swoim debiucie wywalczyła pierwsze pucharowe punkty. Nigdy nie stanęła na podium zawodów pucharowych, nigdy też nie poprawiła wyniku z debiutu. Najlepsze wyniki osiągała w sezonie 1996/1997, kiedy zajęła 110. miejsce w klasyfikacji generalnej. Nie startowała na mistrzostwach świata ani igrzyskach olimpijskich.

## Osiągnięcia

### Mistrzostwa świata juniorów
| Miejsce | Dzień     | Rok  | Miejscowość | Konkurencja | Czas biegu  | Strata  | Zwyciężczyni     |
| ------- | --------- | ---- | ----------- | ----------- | ----------- | ------- | ---------------- |
| 3.      | 16 marca  | 1995 | Voss        | Zjazd       | 1:26,23 min | +0,51 s | Sylviane Berthod |
| 23.     | 18 marca  | 1995 | Voss        | Slalom      | 1:22,12 min | +7,10 s | Marlies Oester   |
| 16.     | 20 marca  | 1995 | Voss        | Gigant      | 2:02,46 min | +3,90 s | Karin Roten      |
| DNF     | 27 lutego | 1996 | Schwyz      | Zjazd       | 1:34,10 min | -       | Selina Heregger  |
| 3.      | 28 lutego | 1996 | Schwyz      | Supergigant | 1:31,50 min | +1,34 s | Sylviane Berthod |
| 9.      | 29 lutego | 1996 | Schwyz      | Gigant      | 2:07,15 min | +5,69 s | Karen Putzer     |
| DNS1    | 2 marca   | 1996 | Schwyz      | Slalom      | 1:43,79 min | -       | Sandra Hälldahl  |

### Puchar Świata

#### Miejsca w klasyfikacji generalnej
- sezon 1996/1997: 110.
- sezon 1997/1998: 113.
- sezon 1998/1999: 120.

#### Miejsca na podium
Brandner nigdy nie stanęła na podium zawodów PŚ.